# Architetture di Ortona
Questa pagina tratta di architetture di Ortona, in provincia di Chieti.

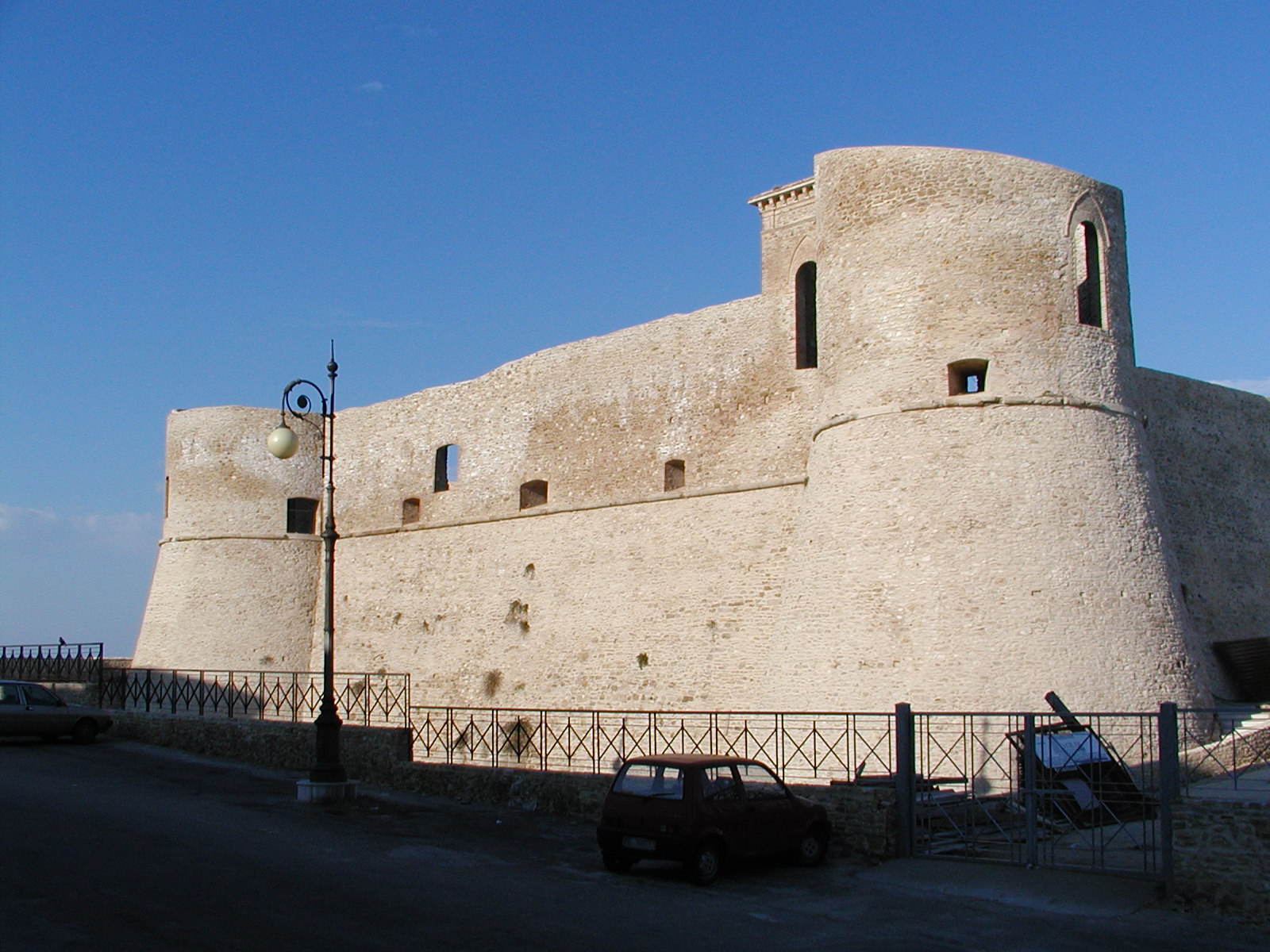
Il Castello Aragonese di Ortona

## Storia

### Il centro dalle origini a oggi

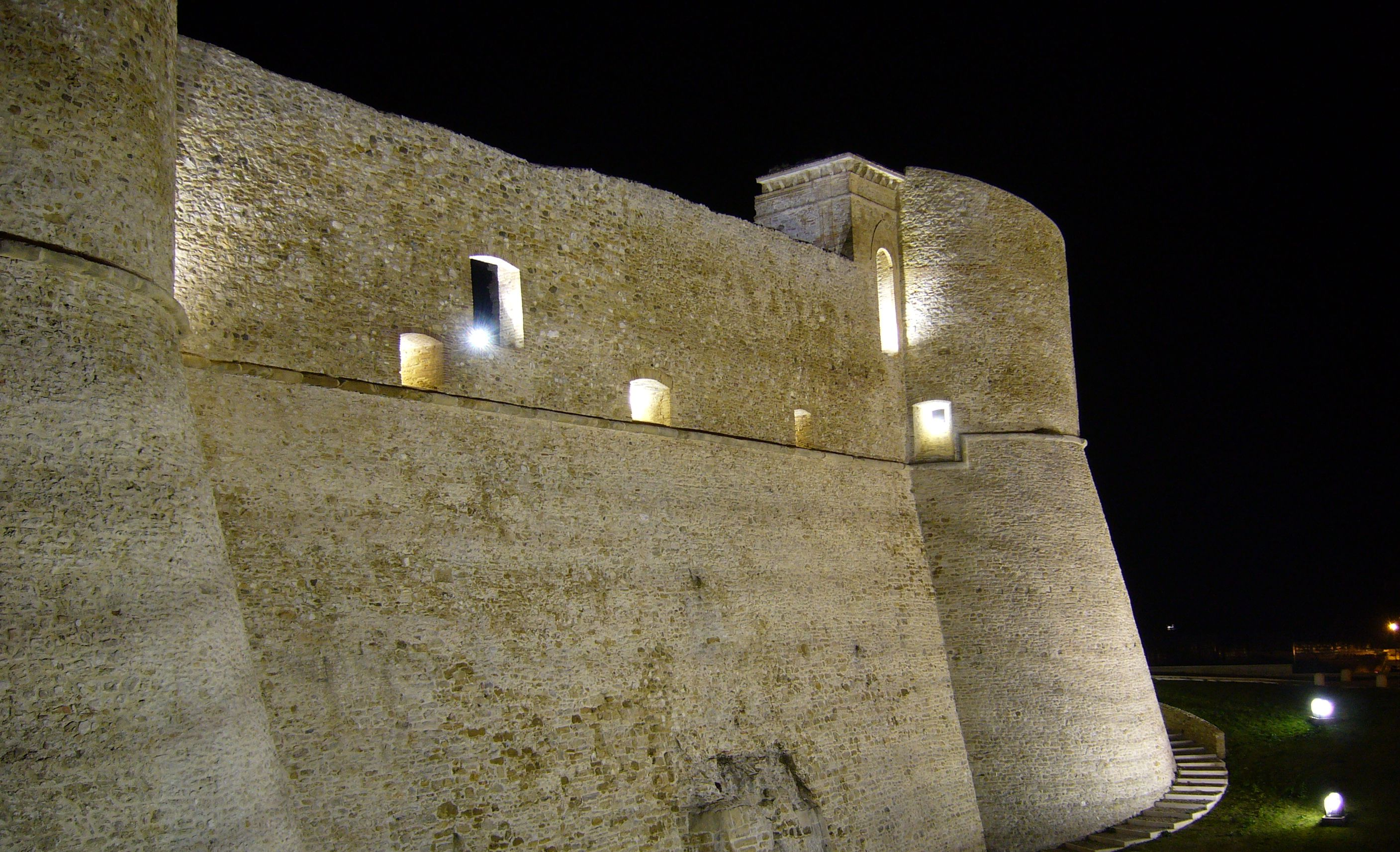
Castello aragonese in notturna

Le prime fonti storiografiche riguardo alle origini di Ortona sono date dallo storico locale Giovan Battista De Lectis (XVII secolo), il quale parla di ritrovamenti fatti presso l'antica arx romana di Ortona, che si trovava dove oggi sorge il castello aragonese, a guardia del promontorio tufaceo per i traffici marini. A causa delle numerose e massicce ricostruzioni, non è possibile ammirare nessuna opera quale un tempio, un complesso termale o altro. Forse la città ne era sprovvista oppure semplicemente appunto tali ricostruzioni distrussero quel che c'era.
Fatto sta che è possibile soltanto ricostruire l'impianto planimetrico dell'antica città frentana, che occupava il rione medievale di Terravecchia, la parte ovoidale più antica di Ortona, che parte dal castello, e mediante il corso Matteotti (il principale cardo), giunge sino a Piazza del Municipio, dove terminava la città.
La cinta muraria fu riedificata nel XII-XIII secolo, e poi di nuovo con le modifiche di Giacomo Caldora e Alfonso I d'Aragona nel XV secolo, e abbracciò tutto il rione, a est circondando la Passeggiata Orientale, arrivando al castello, e compiendo un giro a ovest sulla circonvallazione di viale D'Annunzio fino al Piano del Carmine, dove si trovava una porta di accesso. Prima che fosse ampliata la cinta muraria da Caldora e dall'Aragona, Ortona si presentava come la tipica città marinara fortificata a nido d'aquila, di cui in Abruzzo esiste un altro esempio urbano quale Giulianova, sorta sopra l'abitato di Terravecchia nel XV secolo. Si tratta della città a pianta ellittica o semplicemente circolare irregolare che ha il suo fulcro nella chiesa madre o Duomo, sia nel caso di Giulianova per San Flaviano che di Ortona per San Tommaso, ed ambedue erano provviste di un faro: Giulianova sopra la cupola del duomo, Ortona sopra la torre civica della basilica per controllare eventuali attacchi nemici e per guidare il percorso delle navi mercantili.

Prospetto della Basilica di San Tommaso nei primi anni del Novecento

Con l'avvento del potere di Giacomo Caldora dopo il 1424 sino al 1439, Ortona fu ampiamente allargata con una nuova cinta muraria presso il rione di Terranova, anche se questo prenderà caratteristiche planimetriche specifiche solo nel XVII-XVIII secolo; che aveva il compito di difendere i due principali monasteri di Santa Caterina o Sant'Anna delle Celestine presso Porta santa Caterina a sud-est, e il convento degli Osservanti di Santa Maria delle Grazie, voluto nel 1430 da frate Giovanni da Capestrano dopo il lodo di pace tra Lanciano e Ortona. La cinta muraria vecchia era disposta di tre porte: Porta Marina sud, Porta Marina nord presso il castello, e Porta Bucciaria o del Carmine, al confine tra i due rioni. Con gli ampliamenti del Caldora e dell'Aragona nella prima metà del Quattrocento vennero aggiunte Porta Santa Caterina, Porta San Giacomo o di Santa Maria e Porta da Caldari all'estremo sud.
Anche l'antico castello, esistente sicuramente dall'epoca normanna, venne rifatto dapprima nel periodo svevo-angioino (XIII-XIV secolo), e poi dal Caldora, ma l'attuale configurazione, benché mutilata dalla frana del 1946 e dalla distruzione del 1943, mostra le tipiche caratteristiche del restauro aragonese del 1452, quando le torri inframmezzate alla conta muraria trapezoidale irregolare, vennero rifatte a scarpa e a pianta circolare, tipiche dell'architettura aragonese. Dentro le mura si trovava anche la palazzina del signore feudale di Ortona, che però è saltata in aria nel 1943 poiché il castello era stato adibito a polveriera.

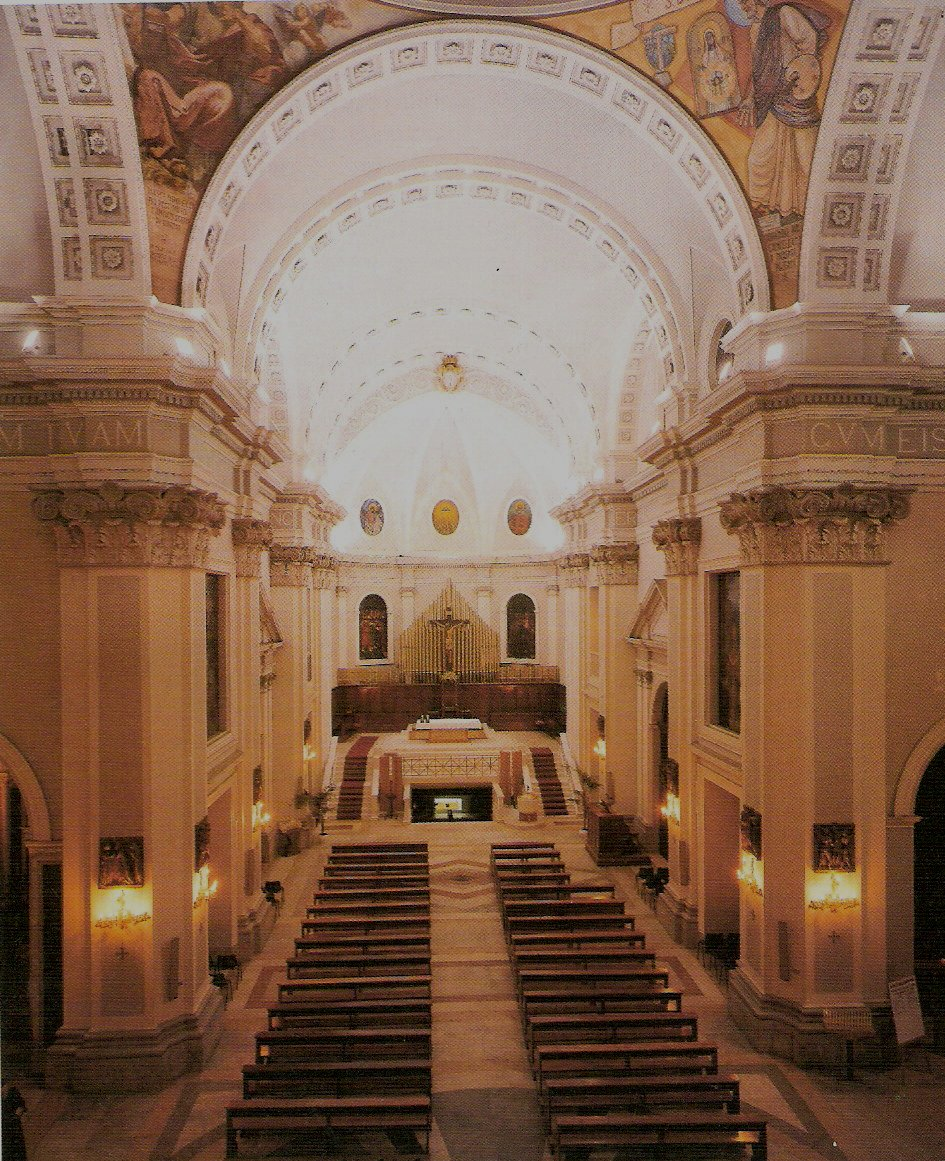
Navata centrale della basilica

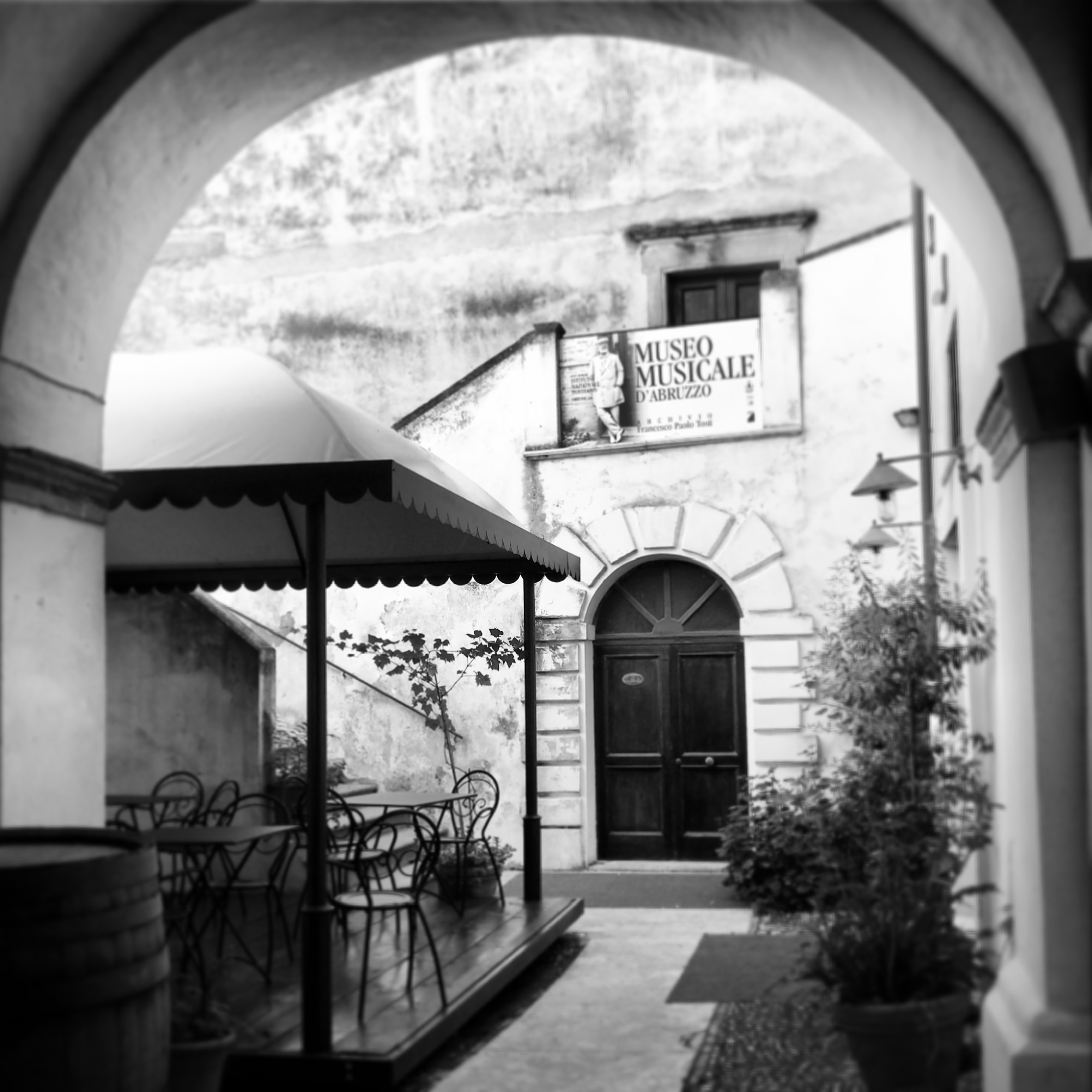
Androne di ingresso di Palazzo Corvo

Per quanto riguarda l'edilizia religiosa, la prima testimonianza è data dalle lettere di Papa Gregorio Magno sulla presenza di una diocesi a Ortona e di una chiesa dedicata a Santa Maria degli Angeli, ossia la basilica cattedrale. Nel XIII secolo iniziò l'edificazione di altre chiese, come il complesso dei Domenicani e dei Francescani, l'uno in vicolo S. Domenico (oggi biblioteca diocesana), e l'altro ormai distrutto in Piazza Risorgimento, di cui si conserva solo parte dell'ex monastero adibito a Palazzo de Benedictis. Presso la Terranova per volere di Roberto da Salle, discepolo di Pietro da Morrone o Celestino V, venne fondato il monastero delle Celestine sopra quello delle Benedettine, dedicato a Santa Caterina, e dal XVIII secolo a Sant'Anna, mentre fuori dalle mura esisteva già dal XIII secolo il monastero di Santa Maria di Costantinopoli, oggi sede dell'Opera Salesiana.
Nel XVII secolo il centro di Ortona si andò sviluppando sempre più a sud presso la Terranova, lungo l'asse viario principale del corso Vittorio Emanuele; a ovest presso Santa Maria delle Grazie si andava sviluppando il "ghetto" ebraico, di cui oggi esistono tracce, mentre a est abitazioni signorili occupavano terreni incolti, alcune delle quali, come in via Sapienza, caratterizzate da archi e angiporti, alla stessa maniera delle costruzioni medievali di Terravecchia, tra vico Bonelli, via Morosini e via Acciaiuoli.
Nel corso del Novecento Ortona aveva occupato tutta l'area circondata dalle mura, e si era in parte espansa anche fuori da Porta del Carmine, lungo l'asse di via Roma e via Tripoli, e a sud lungo l'attuale viale della Libertà, presso il Colle Costantinopoli. Durante il fascismo ci furono delle costruzioni importanti, come il rifacimento del palazzo comunale, che era stato gravemente danneggiato dalla sommossa popolare del 1799, la costruzione del teatro Vittoria presso la chiesa di Santa Caterina (1929), e la costruzione delle scuole elementari presso il piazzale della Madonna delle Grazie (oggi di San Francesco); la Piazza di Porta Caldari o della Vittoria era stata adornata con edifici monumentali, un condominio di primo Novecento ancora esistente, e dal Monumento ai caduti del 1928.
La distruzione portata dai canadesi e dai tedeschi durante i combattimenti della battaglia di Ortona (21-28 dicembre 1943) fu un evento infausto che distrusse irrimediabilmente intere parti del centro storico, danneggiandone altre in modo da non essere più ripristinate nello stato originario. Fu così che nella ricostruzione celere per far ripartire l'economia cittadina, da una parte veniva colonizzato il Colle Costantinopoli, con edificazione nella parte occidentale d case di fortuna per ospitare la popolazione sfollata, mentre dall'altra si procedeva nell'abbattimento degli edifici inseribili e delle rovine, per rifare daccapo intere strutture, quali il Palazzo comunale, la Cattedrale in uno stile artificioso e assai lontano da quello monumentale barocco di prima, l'ex chiesa di San Domenico veniva stravolta in uno stile moderno, essendo sconsacrata, e adeguata per ospitare nel modo migliore la biblioteca, il convento di San Francesco veniva completamente abbattuto per edificarvi una chiesa moderna e anonima, oggi per altro sconsacrata, Piazza Plebiscito, dove si trovava la Porta del Carmine veniva rifatta quasi daccapo, perdendo le antiche costruzioni eclettiche del primo Novecento; ugualmente la chiesa convento di Santa Maria voluta da Giovanni di Capestrano essendo stata privata della facciata dai cannoneggiamenti, veniva rifatta quasi daccapo, conservando solo l'abside semicircolare, comunque però negli interni ampiamente rimaneggiata. Anche la torre campanaria originale, benché intatta dopo i bombardamenti, fu abbattuta e rifatta in stile moderno.

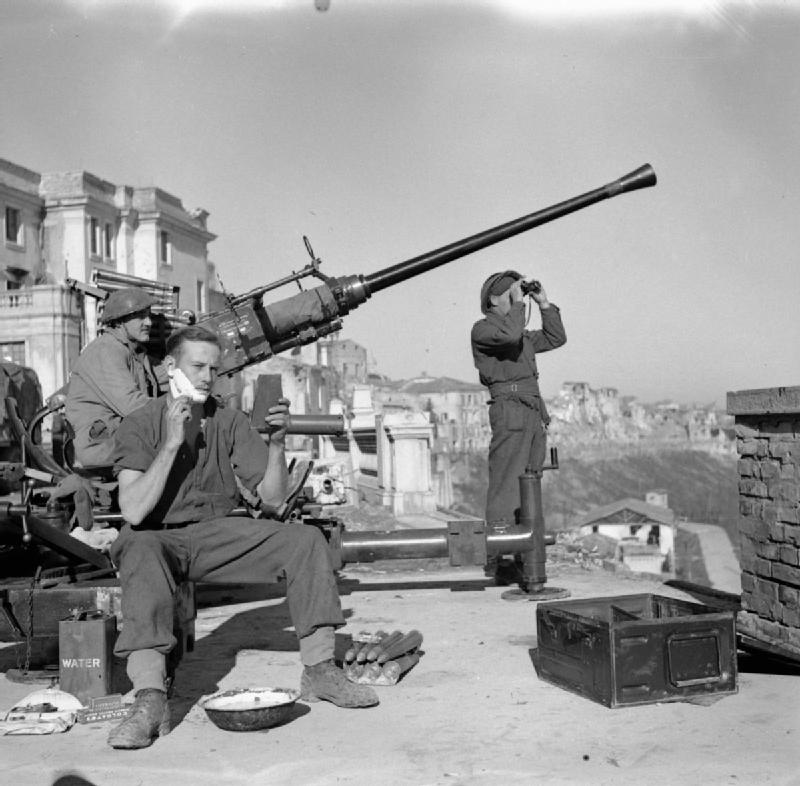
Soldati canadesi con un mortaio presso Piazza Teatro

In sostanza, Ortona ebbe modo sì di crescere demograficamente ed economicamente dopo la guerra, ma al prezzo di perdere una consistente parte di armoniosità architettonica raggiunta nei primi anni del Novecento, mediante l'uso dell'architettura eclettica, moresca e neogotica, di cui sono evidenti ampie tracce soprattutto sui palazzi borghesi affacciati sul corso Vittorio Emanuele. Tuttavia le ricostruzioni del dopoguerra, alcune anche arbitrarie effettuate anche anni dopo la guerra per speculazione edilizia, sono evidenti soprattutto lungo il percorso che si avvicina a Piazza Municipio, con la totale assenza delle storiche costruzioni novecentesche, la perdita della cappella di San Biagio con al suo posto un'anonima struttura, e l'ultimo palazzo di destra, che era la casa natale del compositore Francesco Paolo Tosti, dove oggi sorge il Palazzo dei Portici, rifatto ampiamente nei primi anni 2000, come quinta scenica della piazza comunale. Altre costruzioni arbitrarie e scriteriate per il centro storico, vennero erette proprio nel rione Terravecchia, in Piazza Risorgimento, oltre all'ex chiesa di San Francesco venne fatto negli anni '70 il palazzo delle Poste, mentre lungo la Passeggiata Orientale, dopo il Palazzo Farnese, furono costruiti due condomini che hanno fatto perdere in parte la caratteristica visuale di Ortona con la svettante torre campanaria e la cupola, soffocando la vista, in via della Fortuna, anche alle storiche case cinquecentesche.
Negli anni a seguire, il viale della Libertà si è popolato sempre più di case, sicché nel 1960 venne inaugurata la parrocchia di San Giuseppe sposo, nome che si estese all'intero quartiere residenziale, che arrivò a lambire la ferrovia e lo stadio comunale. Negli anni '90 si andò sviluppando a ovest anche il quartiere di Fonte Grande, dove venne costruito l'ospedale civile nuovo "Gaetano Bernabeo"; e vi vennero trasferite mole sedi scolastiche e uffici amministrativi.

### Le Ville
Sono vari borghi situati nella vasta piana campestre di Ortona, a confine con Miglianico, Tollo, Orsogna, Francavilla al Mare e San Vito Chietino. Il termine "villa" è un diminutivo di "villaggio", poiché questi borghi hanno la caratteristica di avere le costruzioni addossate a un fulcro, quasi sempre un piazzale con la chiesa madre. Alcuni di questi sono molto antichi, nel IX si cita la Villa di Caldari con la chiesa di Santa Maria, oggi di San Zefirino, nel XIII secolo tra i possedimenti di Ortona sono citati Villa Grande, Villa Iubatti, Villa Rogatti, Villa Torre e Villa San Leonardo.
L'aspetto attuale di quasi tutti questi borghi tuttavia risale alle ricostruzioni del Sette-Ottocento, con espansioni di casali in campagna dei primi anni del Novecento, e di complessi residenziali molto più tardi. Soltanto Villa Caldari conserva alcuni tratti rinascimentali delle abitazioni del borgo, oltre alla chiesa di San Zefirino di aspetto barocco, con parti manieriste all'interno, quali il battistero di Monsignor Rebiba.

### Costituzione del centro di Ortona
Il rione di Terravecchia, la parte più antica, si è sviluppato nel XIII-XV secolo, attorno alla mole della Cattedrale di San Tommaso, rifatta nel 1127 per quanto riguarda l'impianto, e nel XVI-XVII secolo per quanto riguarda il rifacimento dello stile da medievale in barocco. A sud il Palazzo Farnese voluto da Margherita d'Austria, iniziato nel 1584 e completato circa due secoli dopo, insieme al Palazzo dell'Università (oggi comunale) completavano la cerniera di chiusura del rione con il quartiere Terranova. Del rione Terravecchia la parte più antica, dove sono stati ritrovati reperti archeologici negli anni '70, è compresa tra Largo Castello e l'inizio del corso Matteotti, con vico Bonelli, dove si trovano gli angiporti medievali, che riescono a nord-est presso il viale D'Annunzio, dove si trova Torre Baglioni, recentemente restaurata. Questa è una della tante torri di guardia della cinta muraria, che non si sono conservate poiché inglobate nelle abitazioni civili, come testimonia una torretta più bassa posta poco più distante, al termine di Piazza del Plebiscito, o l'altra torre-abitazione di Palazzo Mancini, posta sul corso a sud, poco dopo passata Piazza San Tommaso.

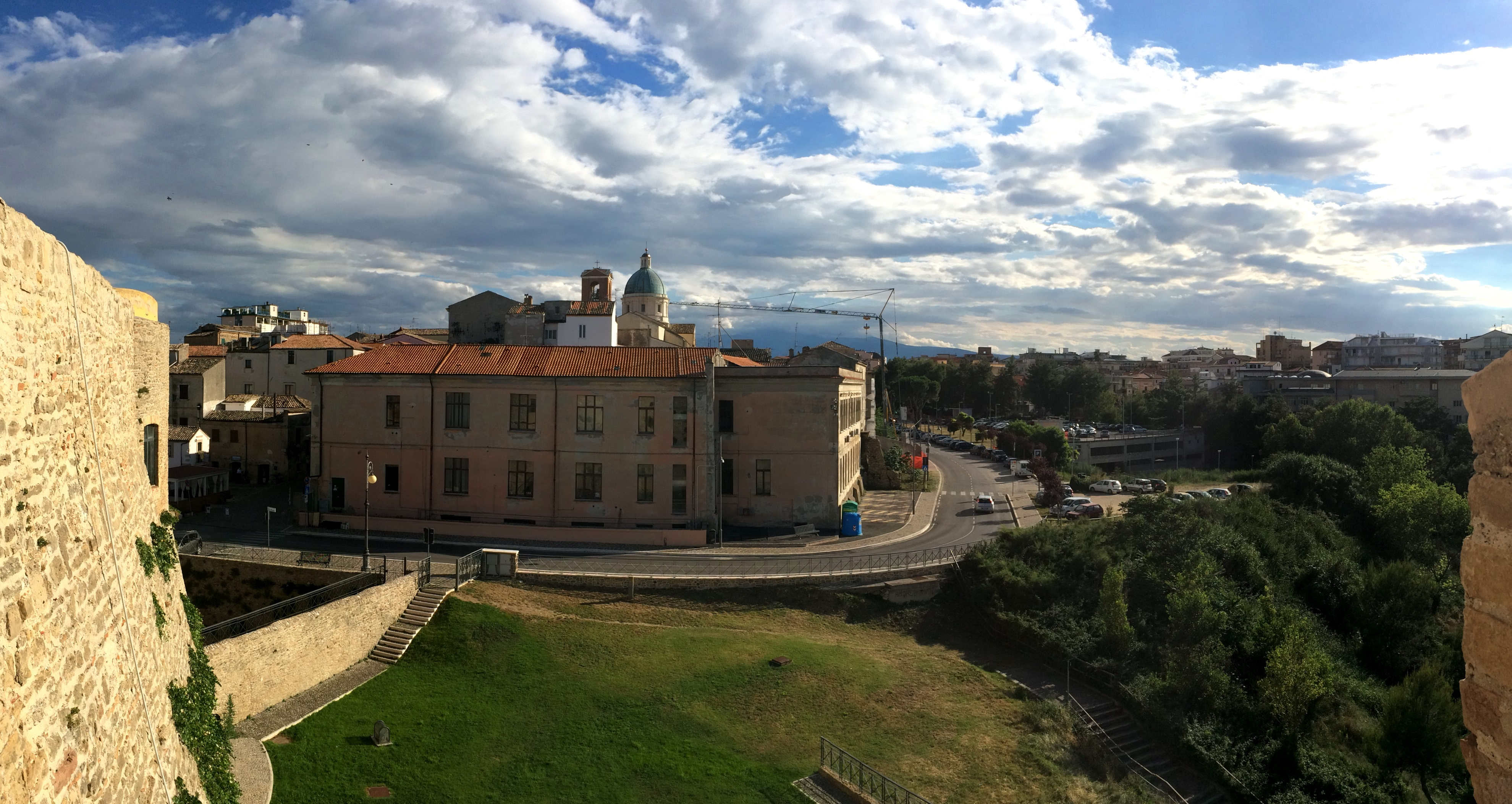
Il rione Terravecchia visto dal castello aragonese

La zona compresa tra il corso Matteotti e la Passeggiata Orientale, con via Fortuna, via Pensiero, via L. Acciauoli, vico San Domenico, è tardo medievale; nel 1882 fu demolita la porta di accesso a Ripa Grande, da cui si potette godere di un ampio panorama, e si poterono sviluppare le costruzioni lungo la circonvallazione affacciata sul promontorio marino. In questa porzione si trovano il Palazzo De Benedictis (Piazza Risorgimento), mentre lungo la Strada Grande ossia il corso Matteotti si aprono le facciate e i portali di Palazzo Corvo (XVII secolo), dove è stato allestito il Museo Internazionale della Musica con Istituto "Tostiano", dedicato alla figura di Francesco Paolo Tosti; poi il Palazzo Mené-Fonzi Curciani, il Palazzo Colangelo con cortiletto cinquecentesco, il Palazzo Mignotti in stile settecentesco con facciata a mattoni a vista; palazzo Grilli De Sanctis con balconi in ringhiera, e il Palazzo Pugliesi dove nacque don D. Pugliesi e il Palazzo De Sanctis.

Teatro Vittoria

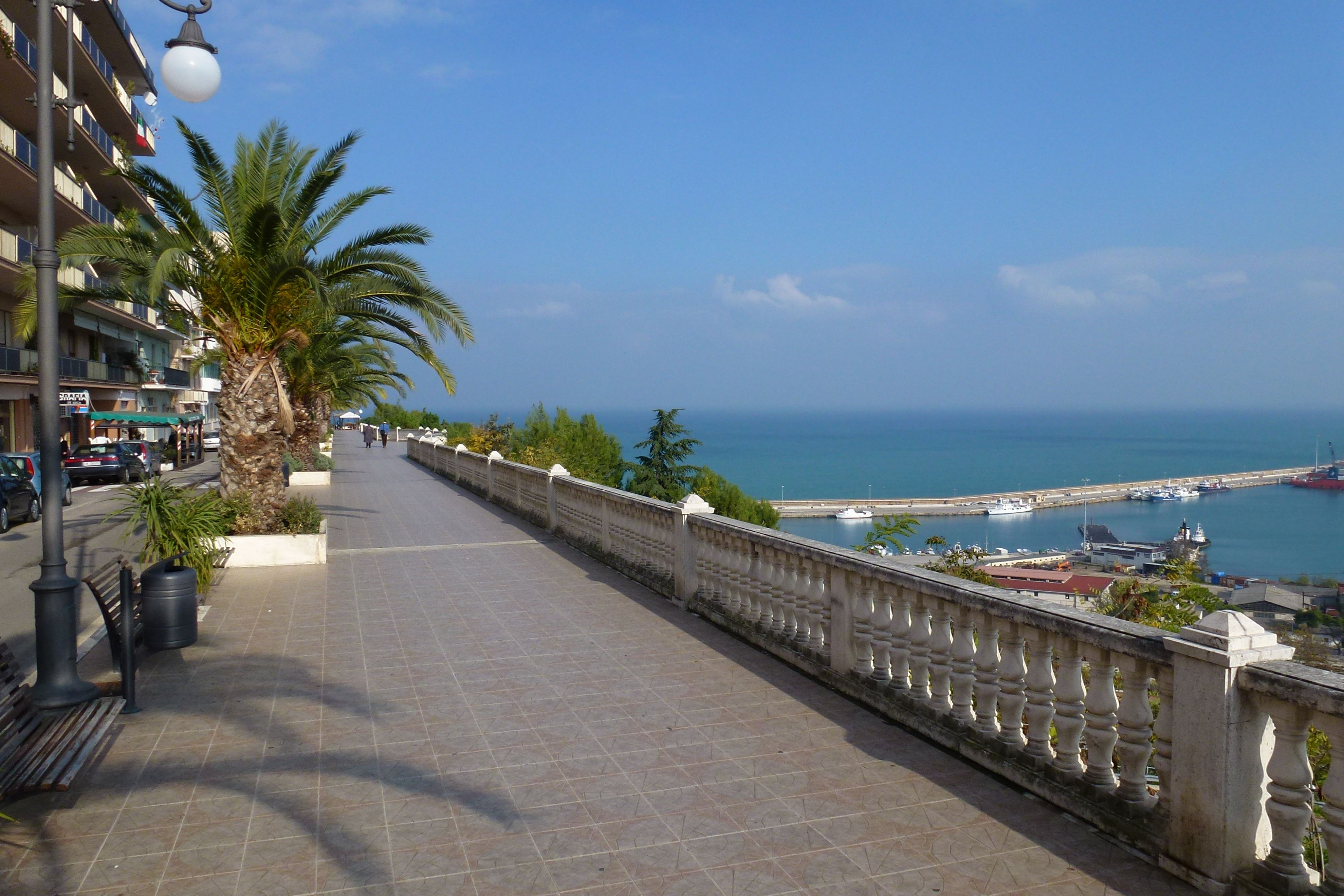
Passeggiata Orientale

In Piazza San Tommaso si affacciano la Cattedrale, che prima del 1943 era provvista di un l'elegante porticato gotico ad arcate ogivali, che nascondevano in parte il portale di Nicola Mancino, poi il Palazzo Rosica-De Sanctis col portale in pietra lavorata, la presunta casa di Leone Acciaiuoli, il capitano che nel 1258 portò a Ortona la reliquie di San Tommaso, il Palazzo Mancini De Sanctis, che ha la seconda facciata sul corso Matteotti insieme alla torre dei Riccardi (XIII secolo), dove morì nel 1586 Margherita d'Austria. In questa seconda parte del corso si trovano la casa di Basilio Cascella famoso pittore abruzzese, il Palazzo Quatrari con portale cinquecentesco, Palazzo Gervasoni.
Il quartiere Terranova parte da Largo Farnese e da Piazza del Municipio o della Repubblica, e include l'area compresa tra Corso Vittorio Emanuele, via Garibaldi, Belvedere F.P. Tosti, via Giudea, via Sapienza, via F. P. Cespa, via della Speranza, via del Giglio, via dei Bastioni, via D. Pugliese, via Marconi. I palazzi di interesse sono quello dei Verratti, dei De Fabritiis, dei Mazzoccone, dei De Lectis, dei Berardi. Lungo la passeggiata ad est del belvedere a mare si trova l'oratorio del Crocifisso Miracoloso (per un miracolo avvenuto nel 1566 durante l'attacco turco), annesso alla chiesa di Santa Caterina, con l'ex monastero riconvertito nel 2002 in biblioteca comunale e nel MUBA (Museo della Battaglia di Ortona); la chiesa si affaccia su via Garibaldi, e si trova in posizione strategica con il piazzale dove prospetta il Teatro Vittoria in stile eclettico. L'antico orto dei Cistercensi o delle Celestine di Sant'Anna, posto all'inizio di via Garibaldi da Piazza Porta Caldari, è stato trasformato in giardino comunale con la storica sala Eden per concerti e balli, inaugurata negli anni '60.

## Chiese

### Ortona centro

La cupola della Cattedrale di San Tommaso affrescata da Tommaso Cascella (solo lo spicchio a nord-ovest è barocco)

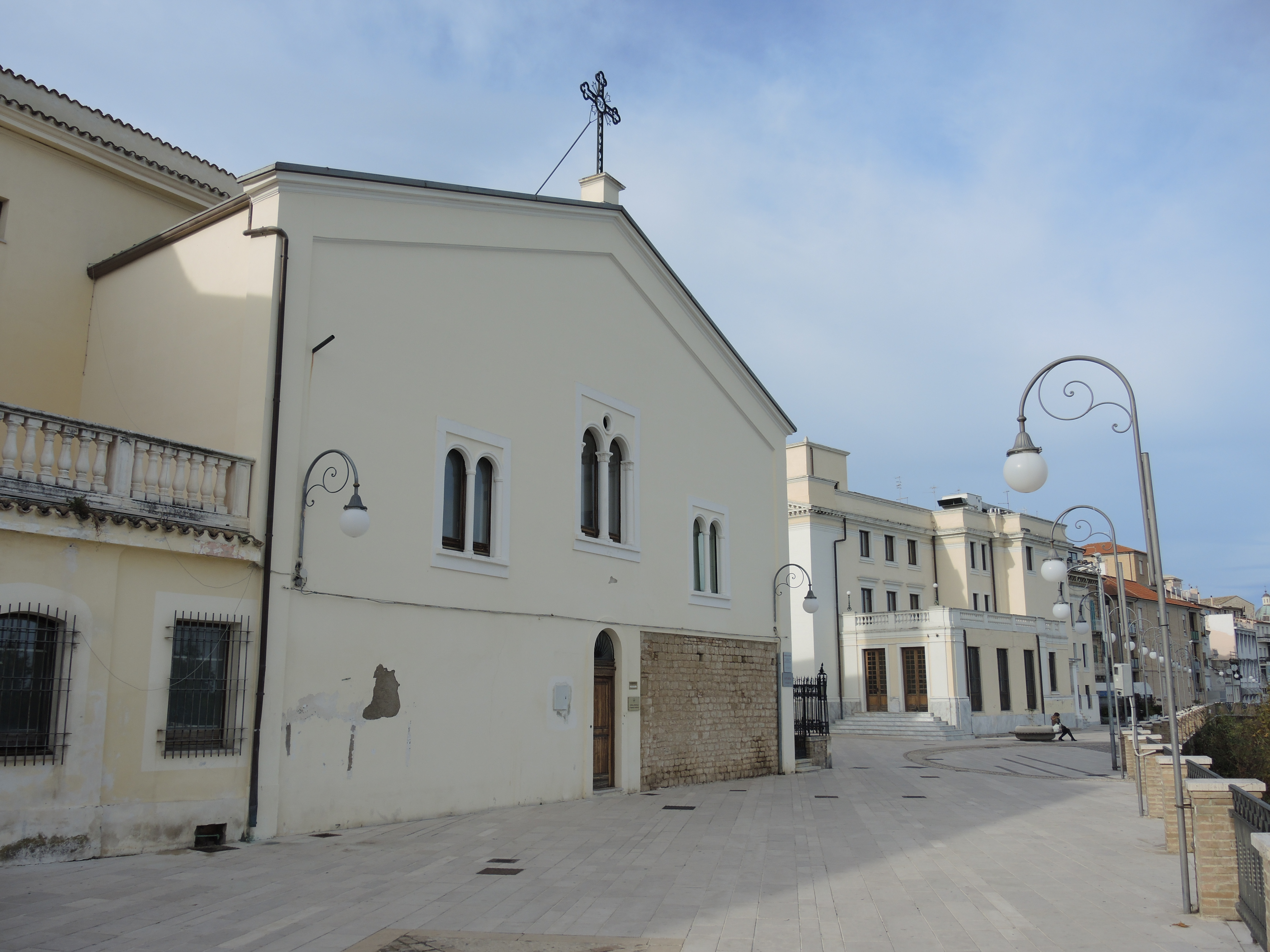
Oratorio del Crocifisso Miracoloso in Piazza Teatro

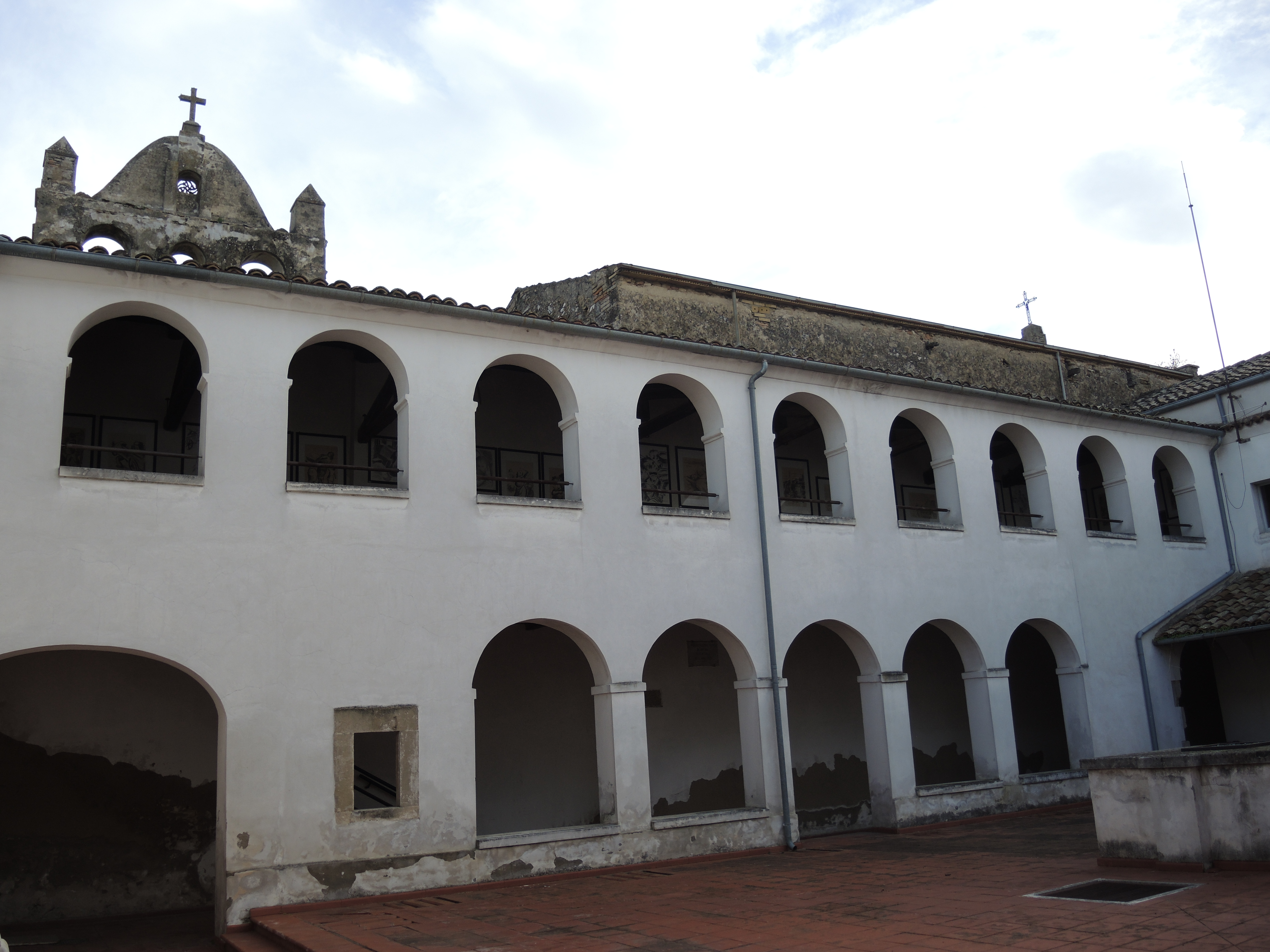
Chiostro della chiesa della Trinità

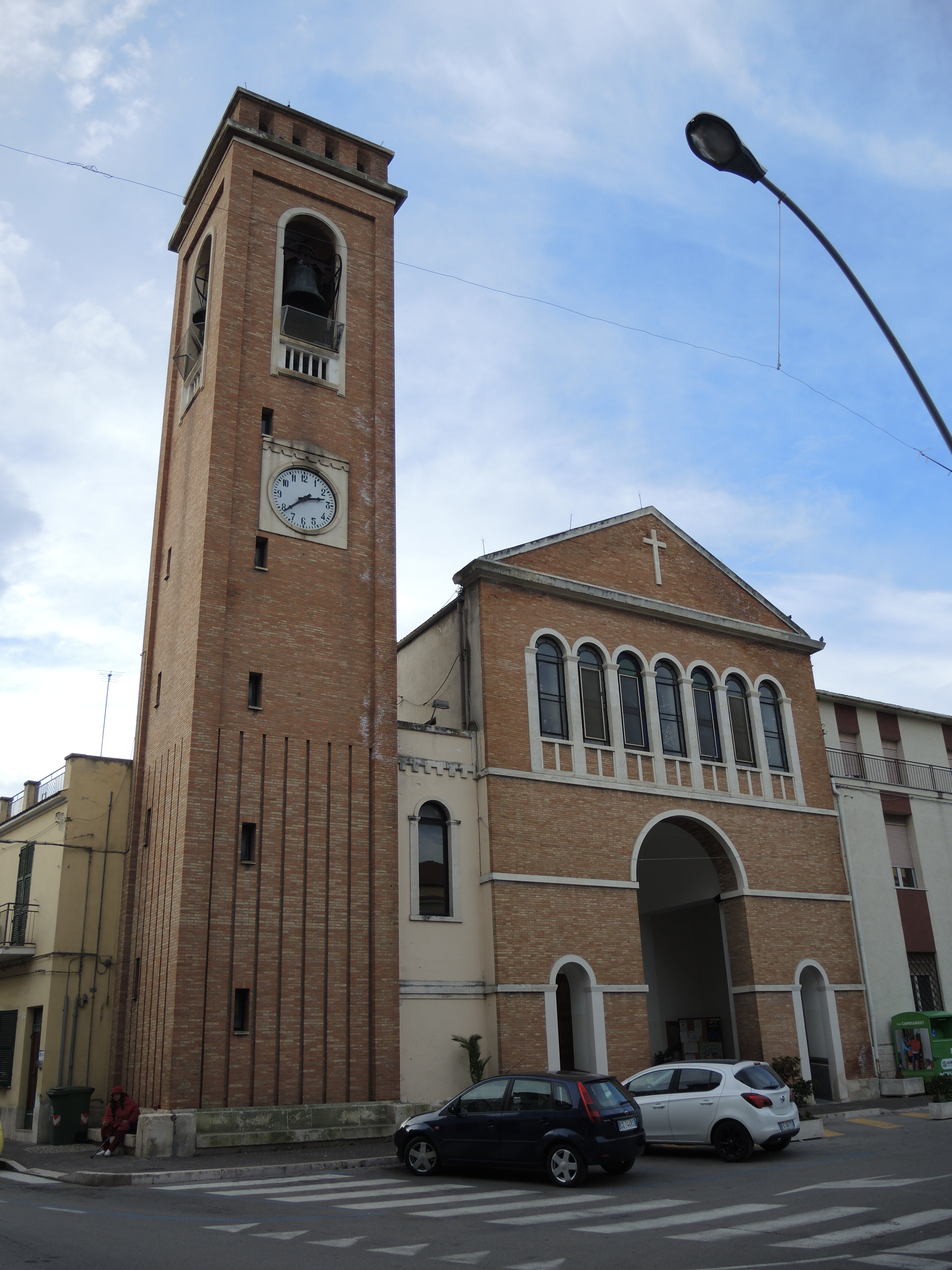
Chiesa della Madonna delle Grazie (prima del 1943 era noto come il convento di Santa Maria)

- Cattedrale di San Tommaso Apostolo: inizialmente dedicata a Santa Maria degli Angeli, fu eretta nel VI secolo, ricostruita nell'XI secolo dopo la distruzione dei Normanni, e riaperta al culto nel 1127. Nel 1258 accolse le reliquie di San Tommaso da Chios. Nel 1566 fu nuovamente saccheggiata dai Turchi che assaltarono le coste abruzzesi, e ricostruita negli interni in stile barocco. La chiesa attuale è frutto di una ricostruzione quasi completa dopo il disastro del 21 dicembre 1943, quando i tedeschi fecero esplodere la torre dell'orologio e la facciata. Conserva una pianta a croce greca longitudinale, con il portale gotico di Nicola Mancino semiricostruito, la cupola centrale con gli interni dipinti da Tommaso Cascella. Di originale si conserva la cappella dell'Ultima Cena, e sotto l'altare è posta la moderna cripta di San Tommaso.
- Campanile della chiesa di San Francesco: in Piazza Risorgimento, è l'unico elemento originale della chiesa trecentesca, danneggiata nel 1943 e sconsacrata, apparendo oggi come un semplice edificio. Il campanile è fuso con le architetture civili, ha pianta quadrata ed ha gli archi murati, dove un tempo c'erano le campane. L'ex convento è ancora presente, solo che è stato trasformato nel Palazzo De Bendictis.
- Cappella del Crocifisso Miracoloso: in Piazza del Teatro, è annessa alla chiesa di Santa Caterina. Della chiesa è ancora l'unico elemento dell'antico monastero trecentesco a presentare un aspetto tardo gotico-rinascimentale, con l'affresco quattrocentesco famoso per aver stillato sangue dal costato pochi giorni prima dell'assalto ottomano del 1566 (il 13 giugno). Il sangue è stato raccolto e conservato in tre ampolline.
- Chiesa della Madonna delle Grazie: si trova in Piazza San Francesco, realizzata nel 1427 circa per celebrare la pace tra Ortona e Lanciano, voluta da San Giovanni da Capestrano dopo l'ultima battaglia in mare. La chiesa era un convento dedicata a Santa Maria, e rimase fino al 1943 nello stile originario, con ritocchi cinquecenteschi. La struttura attuale è un completo rifacimento diverso dal precedente, a causa della distruzione operata durante la battaglia di Ortona.
- Chiesa di Santa Caterina d'Alessandria: lungo il corso Garibaldi, è annessa all'oratorio del Crocifisso e all'ex convento, oggi Museo della battaglia di Ortona. La chiesa faceva parte di un monastero trecentesco, con un interno pregiato in stile barocco, un coro ligneo e dipinti di Giovanni Battista Spinelli. Internamente, sul lato del portale, corre una balconata in legno da dove le monache seguivano le funzioni religiose.
- Chiesa di Santa Maria di Costantinopoli: in via Don Bosco, facente parte di un convento con ospedale, oggi inclusa nel tessuto moderno del corso Libertà. Fu costruita nel XIII dai Padri Celestini, e conserva solo la facciata in stile medievale; l'interno è barocco, alternato a ricostruzioni posticce, come l'affresco in stile falso bizantino della Madonna col Bambino. La chiesa è gestita dai Salesiani.
- Chiesa della Trinità: all'ingresso del cimitero, è affiancata sulla sinistra dal Monumento ai Caduti Civili di Tommaso Cacsella. La chiesa risale al XVII secolo (anche se il convento dei Cappuccini è del XIII), presentando ancora tutte le sue caratteristiche originali barocche; l'edificio è annesso all'ex convento dei Cappuccini, presentando nella parte anteriore un piccolo portico. All'interno sono conservati un pregevole tabernacolo ligneo e alcune tele dello Spinelli. L'ex convento un tempo medievale ha aspetto barocco, a pianta quadrangolare, con un ampio cortile interno, ornato dal chiostro del porticato a doppio ordine di arcate.
- Ex convento degli Agostiniani: lungo il corso Matteotti della parte vecchia di Ortona, era annesso all'ex chiesa di San Domenico (oggi sede della biblioteca diocesana). La struttura ha subito vari rifacimenti, anche se si sa che è medievale di origine; oggi presenta un aspetto settecentesco a pianta rettangolare, con un lato prospiciente il piazzale del Castello e l'altro su via San Domenico. L'ampio cortile è utilizzato come palestra poiché ospita una scuola media.
- Vecchio Episcopio: si trova sull'omonima traversa di Piazza San Tommaso, costruito dal Monsignor De Dominicis nel XVIII secolo. La sua struttura, conservata nella forma originale, è stata recentemente restaurata dalla diocesi ed è gestito dalla Cattedrale.
- Chiesa di San Giuseppe: principale chiesa moderna di Ortona, è stata costruita per il nuovo quartiere lungo il corso Libertà. Inaugurata nel 1960, ha un aspetto a pianta rettangolare con facciata in mattoni, alternata a cemento, con un portico a tre arcate che precede l'ingresso. Il campanile in cemento è staccato ed è una slanciata torre con cuspide.
- Chiesa di San Rocco: si affaccia su Piazza Porta Caldari, e risale al XVII secolo, avendo conservato perfettamente l'aspetto barocco, anche dopo le distruzioni del 1943. Il campanile a torre è posticcio, costruito durante il fascismo, ed è un esperimento di eclettismo neoclassico-liberty.
- Chiesa del Purgatorio: chiesa del XIX secolo in stile neoclassico, situata in Piazza della Repubblica, al termine del corso. Il campanile è una torre tozza che termina con un loggiato di arcate.
- Chiesa di Santa Maria del Carmine: in via Roma, si trova nel quartiere moderno ortonese che precede il cimitero. Risale al XVIII secolo, ma la struttura vecchia è stata completamente distrutta nel 1943, ed oggi ha un aspetto prevalentemente moderno.
- Chiesa del Sacro Cuore: lungo via dei Bastioni, traverso del corso Vittorio Emanuele, ha un aspetto neoclassico, scandito da paraste a colonne corinzie.
- Parrocchia di San Gabriele dell'Addolorata: nel quartiere di Fonte Grande, presso l'ospedale, è stata inaugurata nei primi anni del 2000 con l'ampliamento del rione. Ha un aspetto moderno contemporaneo, conservando ancora però tracce della classica pianta rettangolare.

### Ville di Ortona

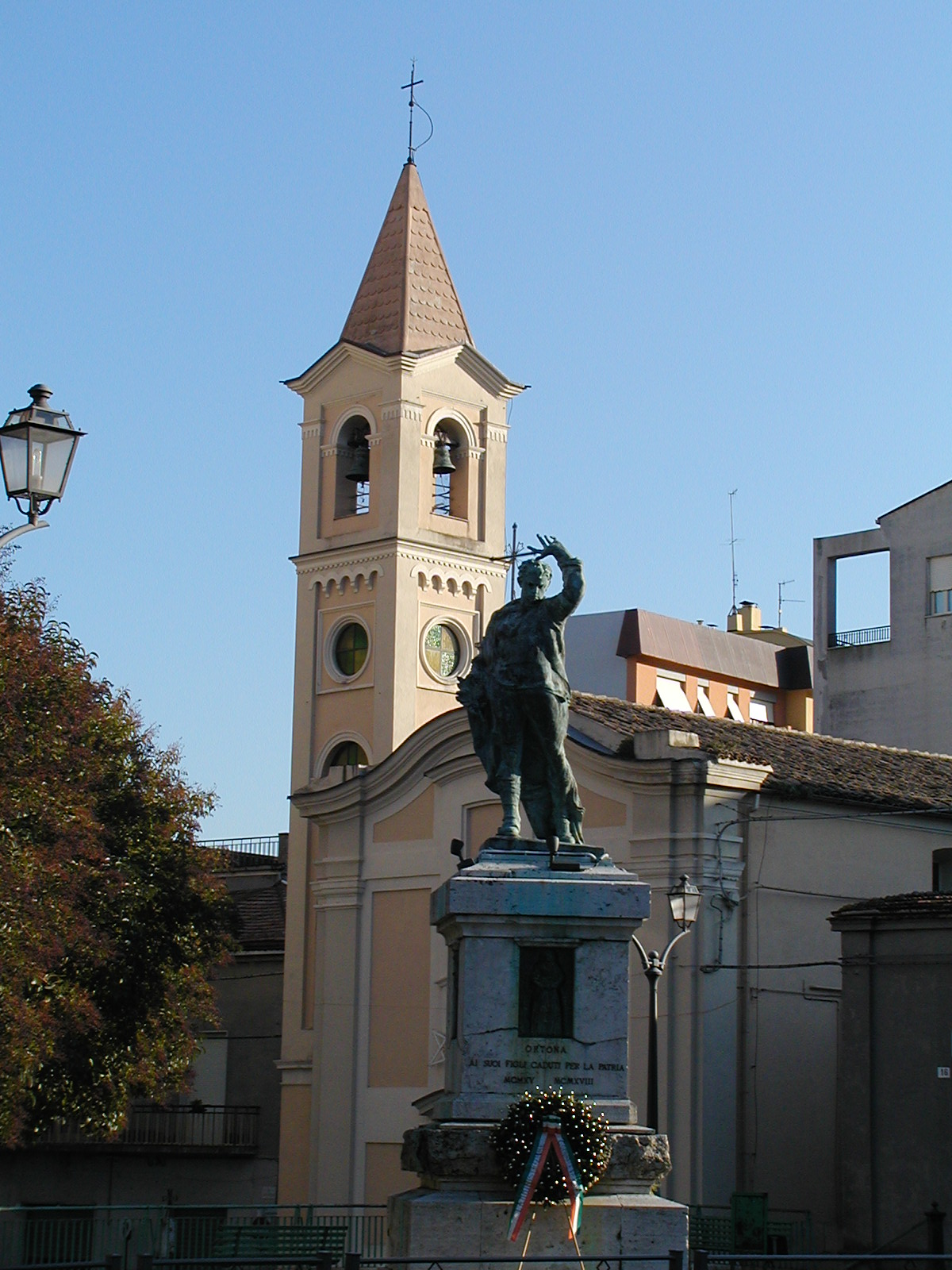
Chiesa di San Rocco in Piazza Porta Caldari

- Chiesa di San Zefferino Papa: chiesa madre di Villa Caldari, di aspetto settecentesco, dove si conserva un battistero cinquecentesco. La chiesa ha una caratteristica forma a capanna con la facciata ornata da due campanili dissimili. All'interno si trova un monumentale battistero, ed è stato realizzato nel 1570 per volere del Monsignor Rebiba; oltre allo stemma del vescovo, sul basamento è ben visibile la scritta del nome del monsignore, primo vescovo della neo-riscostituita diocesi frentana nel 1515.
- Chiesa di Maria Immacolata: in contrada Foro, è stata realizzata negli anni '50 seguendo un aspetto ancora classico di chiesa campestre a pianta rettangolare con abside semicircolare.
- Chiesa di Cristo Re: in contrada Riccio, è degli anni '70, in stile moderno con pianta rettangolare a navata unica.
- Chiesa del Sacro Cuore di Villa San Nicola: è del tardo Ottocento, posta fuori dall'abitato, è ha pianta rettangolare a navata unica, completamente intonacata di bianco, con un campanile a cuspide.
- Chiesa di San Nicola di Bari: sempre in contrada San Nicola, è del tardo Settecento, con un campanile ottocentesco.
- Chiesa di Sant'Antonio di Padova: si trova in Villa Grande, costruita sopra le rovine della chiesa settecentesca distrutta nel 1943. La chiesa ha un aspetto moderno, a pianta circolare.
- Chiesa di San Leonardo abate: nella villa omonima, è una delle poche chiese delle contrade ad essere scampata alle distruzioni belliche, e conserva il suo semplice aspetto neoclassico.
- Chiesa della Madonna della Libera: a Villa Torre, ha un aspetto tardo settecentesco in barocco napoletano.
- Chiesa di Sant'Antonio abate: a Villa Rogatti, è simile di aspetto alla chiesa di Villa Torre.
- Resti della basilica longobarda di San Marco: in contrada San Donato-Acquabella, risale all'VIII secolo, ed è stata abbandonata nel XVI secolo, quando i turchi la saccheggiarono per l'ultima volta. Si conservano la pianta rettangolare con tracce di colonne che componevano le tre navate.

## Palazzi e case storiche

### Storici

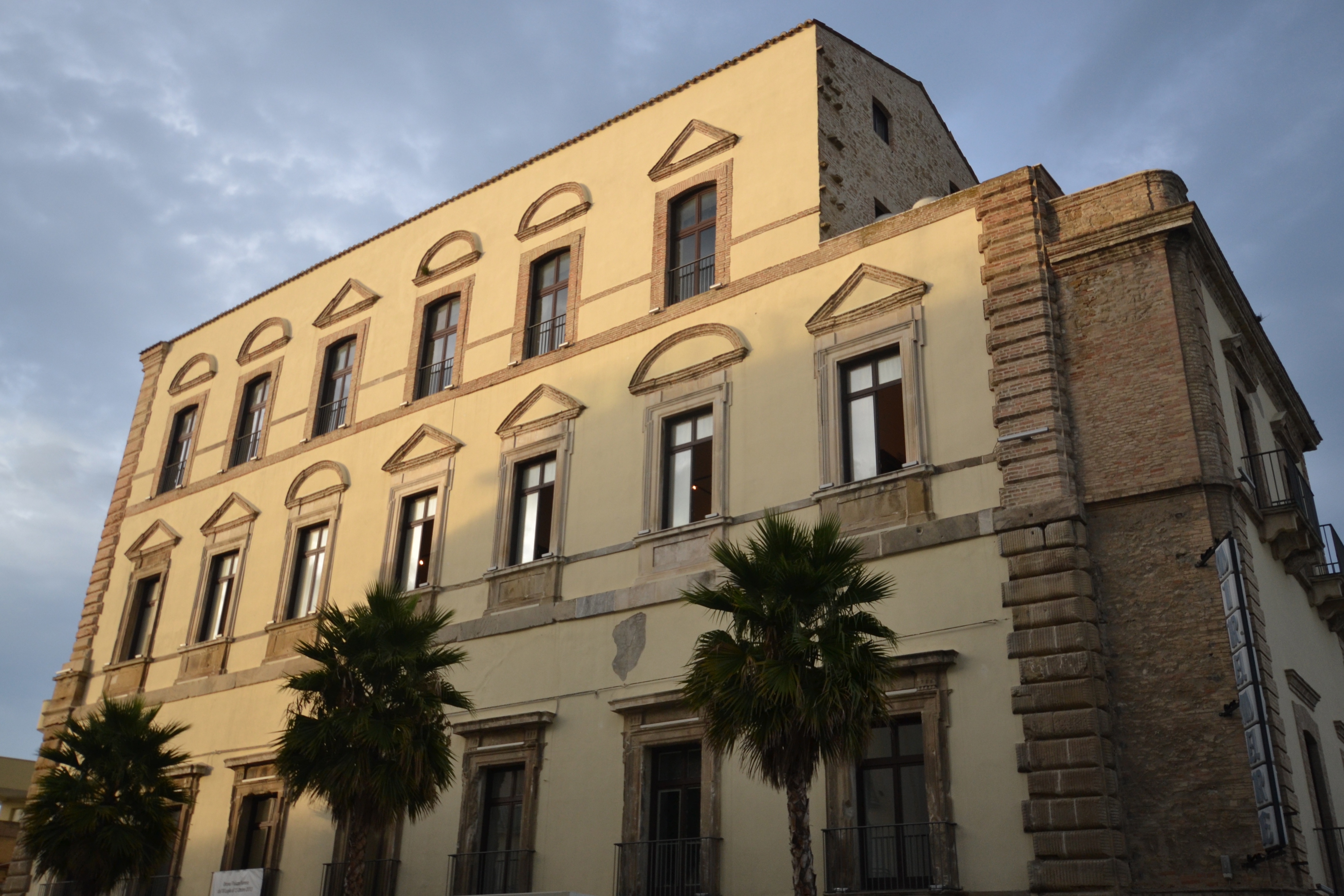
Palazzo Farnese

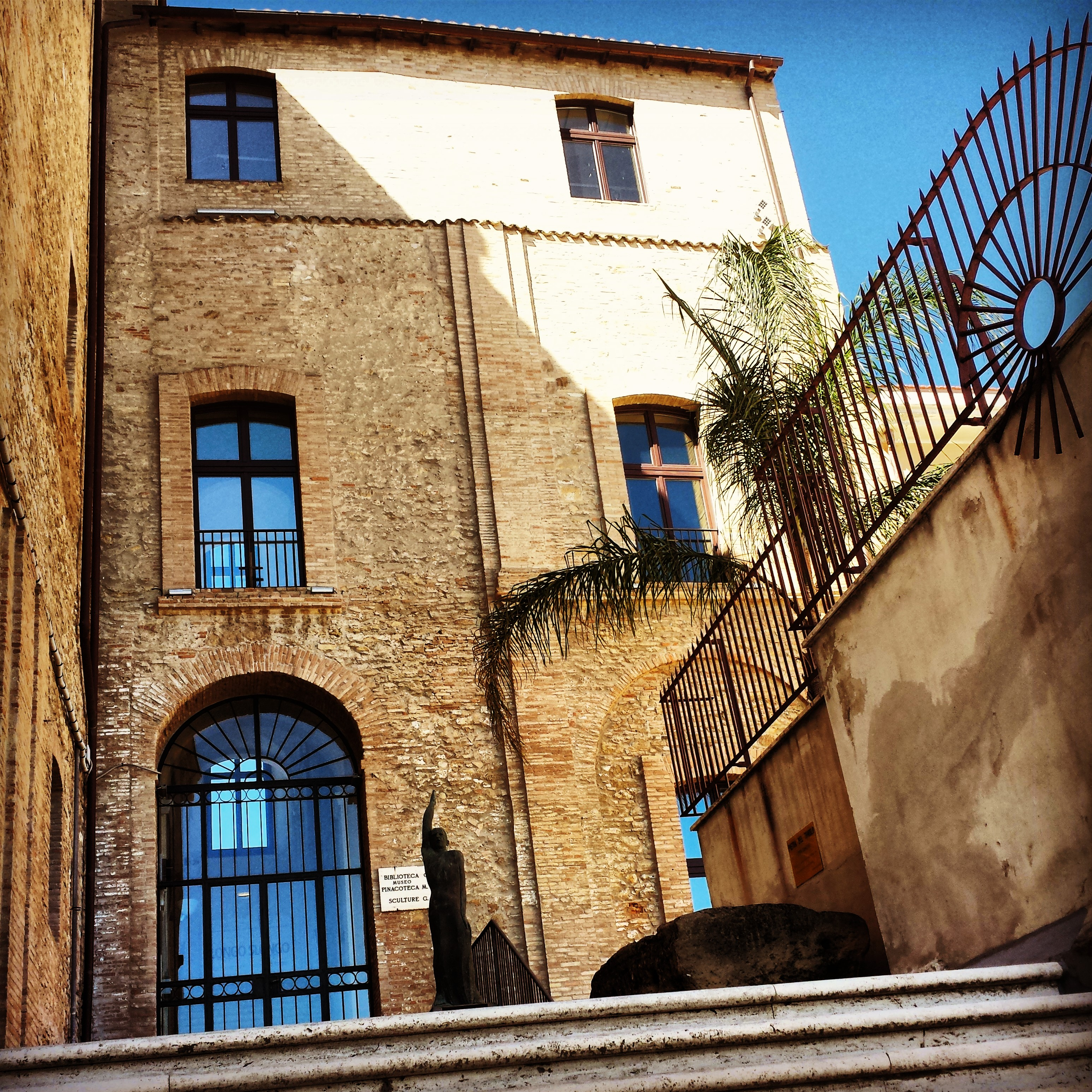
Palazzo Farnese: ingresso alla Pinacoteca Cascella

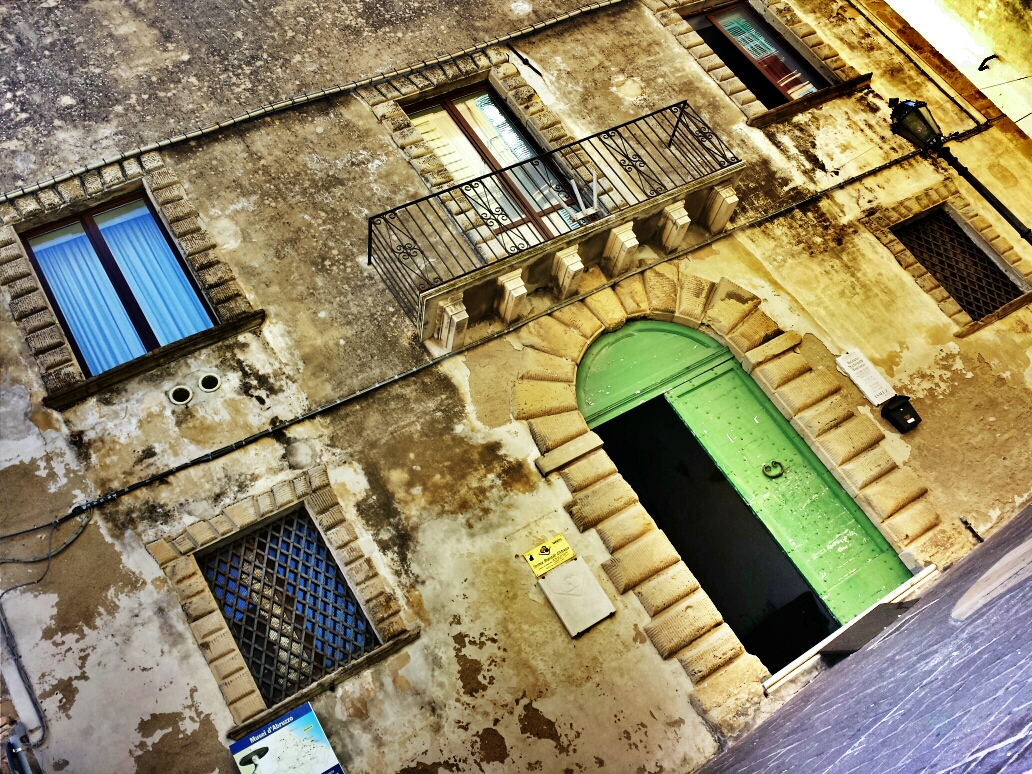
Facciata del Palazzo Corvo

Teatro Francesco Paolo Tosti (prima Vittoria)

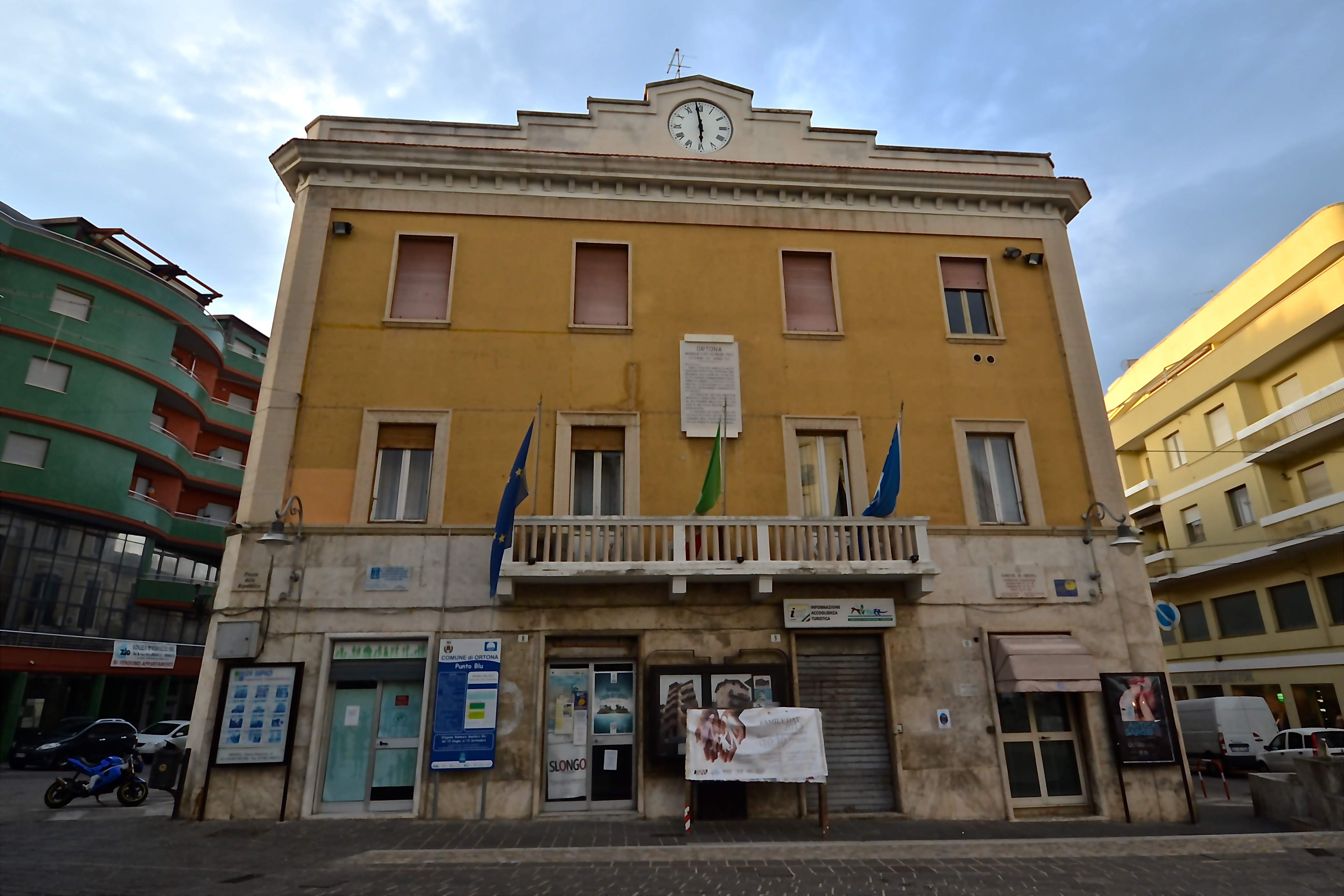
Palazzo del comune

- Casa Berardi: in contrada Alboreto, è nota per essere stata una postazione chiave dell'esercito canadese durante le prime fasi della battaglia di Ortona (14 dicembre 1943). La posizione, lungo la via Marrucina di Caldari, venne conquistata a fatica dagli alleati, e fruttò al capitano Paul Triquet la "Victoria Cross" concessa dall'esercito alleato durante la campagna d'Italia. La casa ha un aspetto rustico settecentesco a pianta quadrata ed è sede di un museo.
- Casa Cichelli: in contrada Bavi, è ricavata da una torre di avvistamento del XVI secolo. Inizialmente della famiglia Corvi, passo ai Cichelli che la possiedono tuttora. Particolarmente armoniosa risulta la facciata a sud con porticato inferiore a tre luci e quello superiore a sei.
- Fontana Peticcia: nella contrada omonima, è una delle quattro principali fontane, nella zona ovest della periferia. La struttura risale al XVI secolo, anche se leggende vogliono che esistesse già all'epoca in cui Annibale Barca, nella guerra contro Scipione Africano, si sarebbe fermato a Ortona con l'esercito per riposo. Una lapide ancora visibile sulla facciata, dimostra che la fontana fu restaurata nell'Ottocento, venendo dotata di due vasche con cannelle.
- Monumento a Francesco Paolo Tosti: in Piazza del Teatro, prima di questa collocazione fu spostata varie volte, e fu realizzata da Guido Costanzo nel 1926. Rappresenta un gruppo di sette cantatrici fanciulle, muse ispiratrici del compositore ortonese, che compare in posizione dominante retrostante.
- Monumento ai Caduti della Grande Guerra: in Piazza Porta Caldari (allora della Vittoria), è stato realizzato in bronzo da Guido Costanzo nel primo periodo fascista. Sopra il basamento in travertino si erge un legionario romano con un braccio destra ripiegato un ramo d'alloro e la sinistra innalzata verso il cielo, dove volge il suo sguardo.
- Mulino Sardo: in contrada Arielli, risale al XVII secolo, è una delle piche strutture rurali ortonesi sopravvissute alla guerra, poiché prima v'erano multi mulini circostanti, come quello di San Leonardo, distrutto nel 1943. Fu usato dalla famiglia Santeusanio, poi dai De Luca e infine dai Sardo, che lo abbandonarono negli anni '50. Successivamente è stato restaurato, mostrando di interesse il piano terra con le arcate dalle quali defluivano le acque.
- Palazzo Corvo - Sede dell'Istituto Nazionale Tostiano: sul corso Matteotti, appartenne alla famiglia originaria di Sulmona, trasferitasi a Ortona nel XVII secolo. Il palazzo probabilmente faceva parte del convento di San Domenico, visto che riporta alcune iscrizioni latine lungo il corridoio di accesso. In uno dei locali del piano terra, durante il restauro, è stata trovata una cisterna, mentre il primo piano conserva un cassettone ligneo con dipinti floreali. Vi abitò il compositore Francesco Paolo Tosti ed oggi è sede del Centro Internazionale Tostiano.
- Palazzo De Sanctis: in corso Matteotti, appartenne alla famiglia che lo costruì nel XV secolo. Sul portale è ancora leggibile un'iscrizione che attesta la proprietà di Andrea Matteo De Sanctis.
- Palazzo Farnese: lungo la Passeggiata Orientale, è il palazzo più famoso della città, costruito per volere di Margherita d'Austria, moglie di Ottavio Farnese. La prima pietra fu posta il 12 marzo 1584, ma i lavori si sono prolungati per almeno un secolo, visto che i lavori si interruppero nel 1586 alla morte della marchesa. Il palazzo fu completato ugualmente in buona parte dall'ingegnere Porta, mostrando un aspetto classicheggiante cinquecentesco tipico dei palazzi gentilizi romani. Oggi ospita la Pinacoteca d'Arte Moderna Cascella.
- Palazzo Mancini-Ricciardi: all'incrocio di corso Matteotti con la piazza, risale al XVI secolo, ed è fuso a una torre di avvistamento. Di interessante ha uno stemma gentilizio dei De Sanctis presso il portale, e la struttura è nota perché vi morì nel gennaio 1596 Margherita d'Austria.
- Palazzo Mignotti: in corso Matteotti, fu costruito nel XVII secolo, successivamente passò ai Mancini. Ha una facciata in mattoni con un ordine di finestre circolari, unico esempio nell'architettura ortonese giunta oggi, ed è uno dei palazzi più grandi del centro storico.
- Palazzo Pugliesi: in corso Matteotti (civico 55), conserva la facciata in mattoni e risale al XVII secolo. Ha un aspetto pressoché ottocentesco borghese, perché fu trasformato in scuola da don Domenico Pugliesi; in passato aveva degli affreschi nelle sale, opera dell'ortonese Arcangelo Ciampoli.
- Palazzo Vesij-Castiglione: nella piazzetta dei Pescatori, fu nel '700 della famiglia De Sanctis, quando Silvestro sposò Giacinta Vesij-Castiglione assunse tale nome. Il palazzo ha elementi architettonici settecenteschi, come il portale in pietra e la cisterna con un anello di pietra.
- Teatro Vittoria - Francesco Paolo Tosti: fu costruito nel 1929 da Tommaso Pincione sopra un terreno di proprietà del convento di Santa Caterina, ed è la summa dell'architettura eclettica liberty ortonese. La facciata ha ispirazione neoclassica dai grandi teatri d'opera, con due corpi laterali principali, e quello centrale rientrante, coronati da frontoni e motivi vegetali. La struttura centrale è costituita da due ordini di colonne abbinate, divisi da una balconata.
- Casa di Basilio Cascella: in corso Matteotti, di fronte al Palazzo Mancini, è un edificio borghese neoclassico, dove visse gli anni della giovinezza e della vecchiaia il ceramista e pittore Basilio, insieme ai figli Michele e Tommaso, che furono attivi a Ortona nella decorazione dei principali edifici (soprattutto la Cattedrale) dopo la distruzione della guerra.
- Angiporti medievali: caratteristici vicoli con archi lungo una traversa del corso Matteotti, che portano in via D'Annunzio.

### Moderni
- Palazzo Cirulli: in Piazza Porta Caldari, detto "il grattacielo", costruito negli anni '70 come condominio popolare
- Monumento ai Caduti Civili della Guerra: fu realizzato da Tommaso Cascella presso il cimitero, in ricordo dei martiri ortonesi durante la battaglia tra canadesi e tedeschi. Fu eretto nel 1965 ed è diviso in diversi quadri, ispirati da fotografie scattate durante la guerra, che raffigurano le fasi più cruente del conflitto. Tra le varie scene sono mostrate lo sfollamento dei cittadini, la distruzione della Cattedrale, le rovine del convento di Santa Maria e soldati caduti.
- Sala Eden: in via F.P. Tosti, è stato costruito negli anni '50 ed è stato uno dei locali notturni più in voga di Ortona fino alla chiusura e alla riconversione in posto di accoglienza turistica. Conserva ancora il giardino comunale dietro l'ex convento dei Cistercensi, sede del MUBA.
- Palazzo ex Cinema Odeon: primo cinema cittadino del dopoguerra, sorgeva in via Cavour, dietro la chiesetta del Purgatorio. Dopo la chiusura negli anni '90, fu riconvertito in condominio moderno con la forma ondulata a nastro.
- Villino Elena: all'incrocio tra viale Margherita e corso Libertà, è una villetta in stile liberty, usata come casa di riposo quando venne venduta, e abbandonata negli anni '80 perché fu costruita a fianco la nuova struttura. Conserva ancora il carattere elegante a pianta quadrata con torretta merlata per la mansarda.
- Palazzo Civico 25 di Corso Vittorio Emanuele: una delle poche strutture scampata ai cannoneggiamenti della seconda guerra mondiale, mostra una elegante facciata in stile liberty cerulea. Il civico a fianco è intonacato di rosso porpora, ed entrambi hanno scansioni a paraste con rilievi geometrici e capitelli ionici.

## Cimitero Militare Canadese

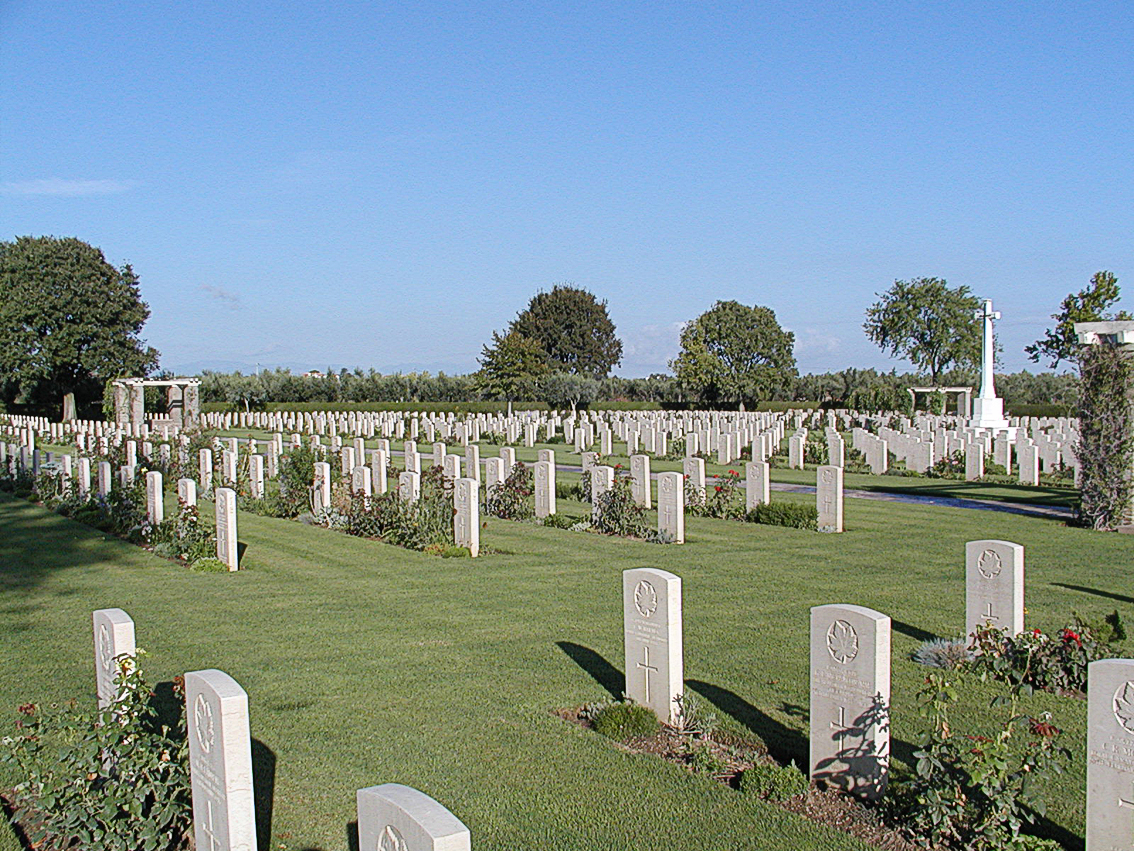
Il cimitero militare

Il cimitero, noto come "Moro River Canadian War Cemetery", è situato in contrada San Donato, su un promontorio che guarda sull'Adriatico. Vi sono le spoglie dei soldati del Commonwealth britannico, gran parte dei quali canadesi, morti nel dicembre 1943 durante la battaglia di Ortona, che iniziò dapprima presso il fiume Moro da Orsogna, spingendosi poi fino alla città. Il cimitero fu scelto nel luogo nel 1944 dal Corpo Canadese, completato due anni dopo, e presenta uno schema semplice quadrangolare, con le tombe disposte in file parallele, aggregate a formare tredici settori indipendenti. Nella parte settentrionale si trova la piccola chiesa di San Donato, affiancata da un arco a portico che funge da ingresso. I caduti sepolti sono 1665 (1375 canadesi, 169 britannici, 4 australiani, 42 neozelandesi, 16 sudafricani, 5 indiani, 54 non identificati).

## Castelli e torri

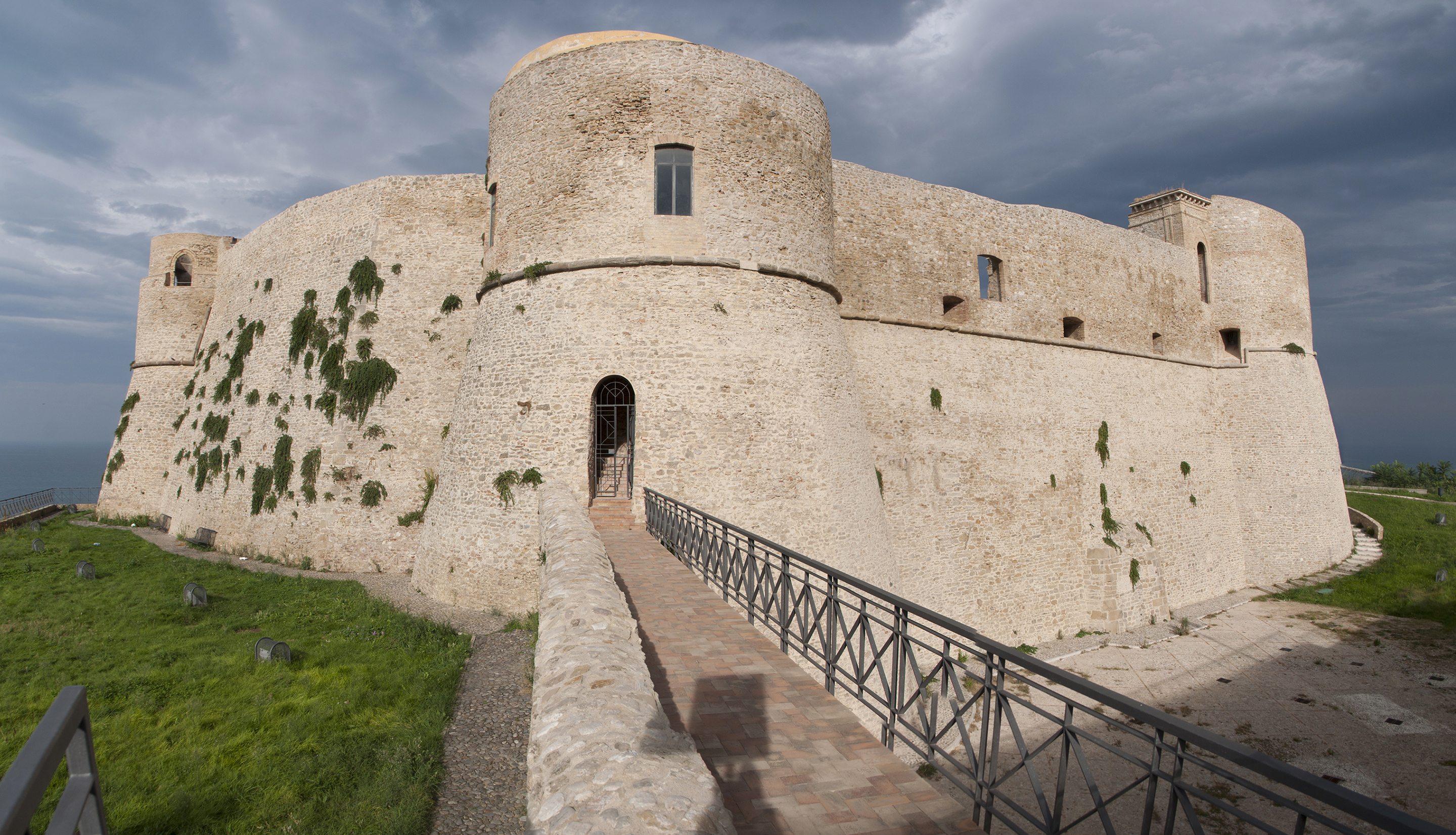
Castello aragonese

- Castello aragonese: fortino medievale, più volte ricostruito come roccaforte del porto, vide l'aspetto attuale dopo la riedificazione di Alfonso V d'Aragona nel 1452. Il castello successivamente passò a varie famiglie ortonesi fino all'abbandono nel primo '900, quando poi fu gravemente danneggiato dai bombardamenti del 1943, e mezzo inghiottito da uno smottamento nel 1946. Fu restaurato nel 2010, diventando uno dei simboli della città. La pianta era trapezoidale irregolare, alternata da torri a scarpa circolari, delle quali spiccano le due maggiori d'ingresso. All'interno, oggi giardino, aveva una palazzina settecentesca dove soggiornava il Capitano, completamente saltata in aria nel 1943 perché il castello era stato adibito a polveriera.
- Castello Caldora: piccola fortezza lungo via L. Dommarco nella parte sud-ovest del rione Terranova, che era compresa nelle mura medievali volute da Jacopo Caldora (primo ventennio del XV secolo). Il castello fu di proprietà dei Farnese e successivamente abbandonato, fino al recupero in cantina vinicola. Conserva perfettamente l'aspetto di fortezza a pianta rettangolare con torri angolari, delle quali quella maggiore a scarpa, sormontata dalla torre di controllo centrale.
- Torre Baglioni: in via Gabriele d'Annunzio: fu edificata durante il governo di Caldora, e successivamente appartenne ai Bernardi, ai Salzano De Luna e dall'800 ai Baglioni. Danneggiata nel 1943, soltanto nel 2013 fu restaurata nell'aspetto originale a pianta quadrangolare a due livelli. Proteggeva la scomparsa Porta della Marina.
- Torre del Moro: in contrada Acquabella, si trova alla foce del fiume sul mare, e risale al XVI secolo, costruita come zona di avvistamento contro gli attacchi pirateschi. La torre già nel XIX secolo era abbandonata, e i danni del 1943 ne minarono la stabilità, fino a diventare un rudere con la base quadrata ben visibile e parti murarie del corpo di fabbrica.
- Torre Mucchia: in contrada San Marco-Riccio: domina la costa ovest di Ortona, fatta edificare dal viceré di Napoli don Alfan, dopo l'invasione turca del 1566, insieme alle altre torri costiere abruzzesi. La torre ha pianta quadrata, non presentando elementi decorativi come le merlature e i beccatelli tipici delle torri costiere, ed è inglobata nel villaggio Mucchia.
- Fondaci Medievali: in Piazza Plebiscito, al termine di via D'Annunzio, sono tre locali situati al di sotto del piano della piazza, visibili già dalla terraferma, ed erano usati come deposito. Particolarmente interessanti sono le strutture della scala a chiocciola in pietra, un portale a sesto acuto alla cui sommità si trova uno stemma nobiliare e finestre ad arco a tutto sesto con stipiti in pietra.

## La pietra di Morrecine
È una costruzione di epoca romana dei primi secoli dopo Cristo in opus mixtum e cœmenticium dalla forma pressoché cubica di dubbia iscrizione rispetto al suo utilizzo, ma c'è chi lo ascrive ad un mausoleo.
Questi resti si trovano in Contrada Morrecine sita tra Ortona e Tollo.

## Le mura caldoriane

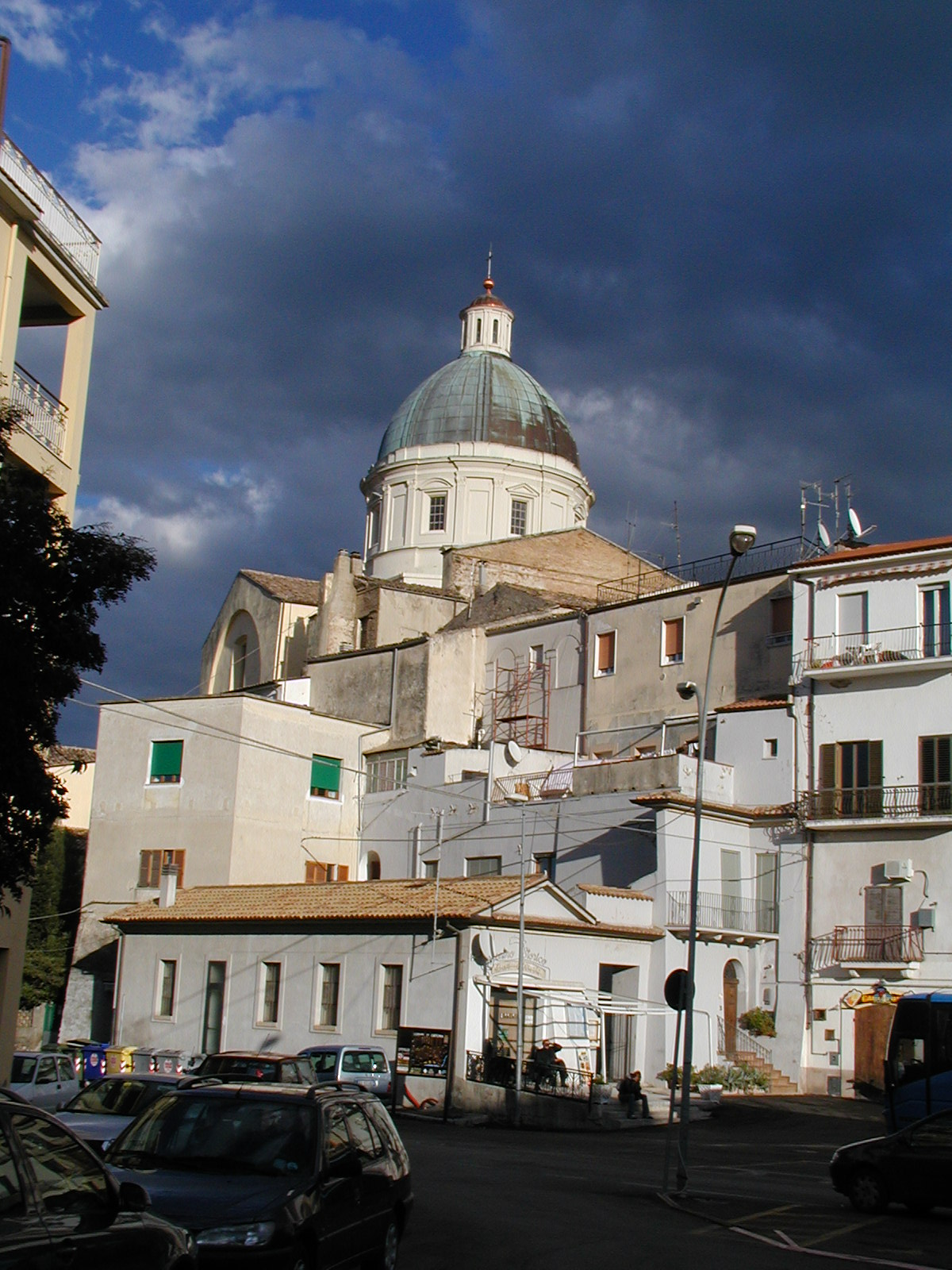
La zona di via D'Annunzio, dietro la Cattedrale, con le case che si fondono con un breve tratto delle mura di Jacopo Caldora

Consistono nel sistema di mura difensive fatte costruire dopo il 1425 da Jacopo Caldora (da qui il nome delle mura), dopo che costui si vide recapitare la signoria di Ortona da Carlo III d'Angiò in accordo con la reggente Giovanna II d'Angiò. Le mura ricalcavano un perimetro già esistente dell'epoca normanna, che abbracciava il rione Terravecchia, collegandolo al castello sullo spuntone tufaceo.
Le mura rinchiudevano dunque le attuali circonvallazioni di piazza Castello, via D'Annunzio (ex via Porta Marina), piazza Plebiscito (ex piazza Porta del Carmine), via Cavour, piazza Municipio, corso Matteotti, via Passeggiata Orientale (ex via Ripa Grande o corso Umberto I), tornando al piazzale del castello.
Le mura segnavano inoltre il contorno della costruzione di una nuova parte di città, l'Addizione caldoriana, progetto di espansione urbana che, per alcuni versi, anticipa l'Addizione Erculea realizzata, su progetto di Biagio Rossetti a Ferrara tra il 1492 e il 1510.
La costruzione del nuovo quartiere rinascimentale, l'attuale quartiere di Terranova, è basata su una griglia regolare che riprende l'orientamento del crinale su cui poggia il quartiere romano-medievale di Terravecchia e il cui prolungamento costituisce l'attuale centro urbano, il corso Vittorio Emanuele II, via Marconi, piazza san Francesco, via Dommarco, via dei Bastioni, via Garibaldi, via Giardino, fino all'accesso meridionale di Porta Caldari, presso la chiesa di San Rocco. Questa espansione, dove si trovavano terreni  di monasteri, come quello di Sant'Anna delle benedettine e quello degli Osservanti, insieme a palazzi gentili, più il ghetto ebraico, come dimostrano le vie e l'aspetto di alcune storiche abitazioni, è stata espressione anche di un mutamento nell'economia cittadina, segnata dal declino della rilevanza dei commerci marittimi e la crescita delle rendite agricole.
Il percorso murario partiva dal Castello Aragonese poi proseguendo in linea immaginaria pressappoco per le attuali Via G. D'Annunzio, Via Monte Maiella, Via L. Dommarco, Via P. Rapino e il Belvedere Orientale per, infine, ricollegarsi al suddetto castello. Nel tratto di muro compreso tra Via G. D'Annunzio e il Castello Aragonese, quello maggiormente conservato e collegato a Torre Baglioni, è incastonata una piccola statua acefala della Madonna con in grembo il Bambin Gesù.
Le porte erano 5:
- 2 della Marina; una posta a sud a ingresso del castello aragonese dal porto (Porta Marina, da via D'Annunzio), tra il Largo Castello e la Passeggiata Orientale (porta Castello o Ripa Grande); la seconda stava all'inizio di via D'Annunzio da Largo Castello, a nord-est.
- della Bucciaria, poi del Carmine; ancora oggi si dice volgarmente "piano del Carmine o Piazza Carmine" l'attuale Piazza del Plebiscito, rinominata dal 2018 piazza Eroi Canadesi, posta a nord della Terravecchia, al termine di via D'Annunzio, e all'inizio di via C.B. di Cavour. La porta è stata l'ultima ad essere stata demolita, e permetteva l'accesso dalla contrada della chiesa del Carmine alla città. Nel 1799 durante l'assedio francese di Ortona era ancora in piedi e consisteva in un arco con una torre laterale di controllo, con alloggio della sentinella.
- di San Giacomo; o di Santa Maria, si trovava a ovest, posta tra via L. Dommarco e via C. Bernabeo, permettendo l'accesso alla cinta muraria di Terranova, passando per il convento di Santa Maria degli Osservanti (oggi Parrocchia della Madonna delle Grazie).
- di Caldari; ancora oggi rimane il toponimo presso la piazza, detta anche "della Vittoria". La porta permetteva il collegamento da sud da contrada Villa Caldari alla Terranova attraverso il piazzale della chiesa di San Rocco e ingresso a corso Vittorio Emanuele. Si pensa sia stata demolita poco dopo il 1799.
- e di Santa Caterina; si trovava lungo la fascia muraria ovest, presso l'ex monastero delle Celestine di Sant'Anna (oggi chiesa di Santa Caterina); oggi esistono  dei resti di arco

murato presso i bastioni, proprio all'ingresso della Passeggiata Orientale tra via Francesco Paolo Tosti e via Marina.
I pochi tratti oggi rimanenti si trovano presso l'inizio di Via G. D'Annunzio e verso Via L. Dommarco, il resto è andato perso a causa del tempo, di demolizioni e di incurie, soprattutto effettuate nella seconda metà dell'Ottocento per far espandere la città nuova. Per non parlare delle gravi devastazioni nella seconda guerra mondiale. Di queste porte nemmeno una se ne conserva, eccettuati alcuni toponimi. Tracce delle mura sono visibili anche negli stretti vicoli del centro antico, come gli angiporti di vico Bonelli da corso Matteotti, gli archi di via Pensiero e via Acciaiuoli.